# Ковалёв, Алексей Петрович
Алексей Петрович Ковалёв (? — 1961) — советский авиаконструктор, лауреат Сталинской премии.

## Биография
В 1929—1961 гг. работал в ЦАГИ (Центральный аэрогидродинамический институт имени Н. Е. Жуковского).

## Научная деятельность
Вместе с С. А. Христиановичем, В. Г. Гальпериным, И. П. Горским впервые обнаружил и сформулировал «Закон трансзвуковой стабилизации» (монография «Физические основы околозвуковой аэродинамики», 1948). С 1945 года начались первые работы по стреловидным крыльям.

### Автор и соавтор книг
- А. П. Ковалёв. Аэродинамические исследования летающих моделей. Изд. ОАХ, 1933 г.
- Ковалёв А. Расчет авиамодели с бензиновым мотором. -М.: Осоавиахим, 1939.
- Исследование аэродинамических характеристик крыловых профилей при больших скоростях в скоростной аэродинамической трубе ЦАГИ Т-106 / Христианович С. А., Гальперин В. Г., Горский Н. П., Ковалёв А. П. — М.: Изд-во БНТ НКАП, 1945. — 120 с. — (Труды / Центр. аэрогидродинам. ин-т им. Н. Е. Жуковского).
- Влияние сжимаемости воздуха на подъемную силу в момент крыловых профилей / Христианович С. А., Ковалёв А. П. — М.: Изд-во БНТ НКАП, 1945. — 36 с. — (Труды / Центр. аэрогидродинам. ин-т им. Н. Е. Жуковского).
- Физические основы околозвуковой аэродинамики / Христианович С. А., Гальперин В. Г., Горский И. П., Ковалёв А. П. — М.: ЦАГИ, 1948. — 28 с. — (Труды / Центр. аэрогидродинам. ин-т им. Н. Е. Жуковского).

## Награды и премии
Сталинская премия 1946 года (за 1945 год) — за экспериментальные исследования по аэродинамике больших скоростей.